# Anja Rupel
Anja Rupel (Liubliana-19 de marzo de 1966) es una cantante pop, compositora, locutora de radio y periodista eslovena. Su padre Fedja Rupel, es flautista y profesor en la Academia de Música de Liubliana, y su tío es el político y diplomático Dimitrij Rupel.
Rupel ha estado involucrado en la música desde su infancia. Tocó la flauta durante más de diez años. En 1982, ella comenzó a actuar como vocalista principal del prominente grupo de synth pop Videosex, que se hizo muy popular en la ex Yugoslavia. El grupo grabó cuatro álbumes. Su álbum debutó, Videosex 84, apareció en el año 1983 y tocaron con bandas como Ekatarina Velika y Otroci Socializma en Belgrado, Serbia. El grupo se disolvió en 1992.
Rupel luego continuó su carrera en solitario, y en 1994 grabó su primer álbum Odpri oči (Abre los ojos). Durante un tiempo actuó con el grupo industrial/techno, internacionalmente famoso Laibach de Trbovlje, Eslovenia. En el año 1988, cantó el himno de los Beatles, Across the Universe, y fue la primera mujer eslovena en aparecer en MTV. Ella ahora está grabando un nuevo álbum en colaboración con el músico esloveno Rudi Štigel.
También actuó en la película Hudodelci (Los criminales) del año 1987 dirigida por Franci Slak, y en varias otras películas.
El 11 de octubre de 2002, dio a la luz a una hija llamada Luna. Ella está con el músico y cantante Aleš Klinar, quien fue líder del grupo de folk-pop Agropop.